# Guapira discolor
Guapira discolor är en underblomsväxtart som först beskrevs av Spreng., och fick sitt nu gällande namn av Elbert Luther Little. Guapira discolor ingår i släktet Guapira och familjen underblomsväxter. Inga underarter finns listade i Catalogue of Life.